# Astrofyllit
Astrofyllit, mycket ovanligt, brunt till gyllengult vattenhaltigt mineral med den kemiska sammansättningen (K,Na)3(Fe++,Mn)7Ti2Si8O24(O,OH)7 (kaliumjärntitansilikat). Det är ett av mineralen i astrofyllitgruppen och kan som sådant klassificeras som ett inosilikat, ett phyllosilikat eller som ett mellanting mellan de två. Astrofyllit är isomorft med kupleskit och de två mineralen är visuellt identiska och associerade med varandra. Astrofyllit är främst av intresse för samlare och forskare.

## Egenskaper
Astrofyllit är tungt, mjukt och ömtåligt och bildas i form av bladformade, radierande, stjärnformade aggregat. Denna habitus har givit astrofyllit dess namn (grekiska: astron, "stjärna" och phyllon, "blad"). Kristallerna har perfekt spaltning och hör till det triklina kistallsystemet. Hårdhet 3–4; streckfärg gulaktigt brun eller vit; densitet 3,2–3,4.

## Förekomst
Mineralets metalliska glans och mörka färg utgör en skarp kontrast mot den ljust färgade felsisks matris som det brukar förekomma tillsammans med. Astrofyllt hittas ibland i ovanliga felsiska magmatiska bergarter och är associerat med fältspat, glimmer, titanit, zirkon, nefelin och ägerin. Vanliga föroreningar är magnesium, aluminium, kalcium, zirkonium, niob och tantal. Den upptäcktes först 1854 på sin typlokal Laven Island, Norge. Kupletskite upptäcktes först 1956, över hundra år senare.
Astrofyllit finns på några få, avlägsna platser, som Mont-Saint-Hilaire, Quebec, Kanada, Pikes Peak, Colorado, USA. Narsarsuk och Kangerdluarsuk, Grönland, Brevig, Norge och Kolahalvön, Ryssland.

## Användning
Eftersom kristallerna har perfekt klyvning, lämnas de vanligtvis obearbetade, men hela block skärs ofta i plattor och poleras. På grund av dess begränsade tillgänglighet och höga kostnad ses astrofyllit sällan som dekorationssten. Som ädelsten slipas det ibland som cabochoner.